# M. Welte & Söhne

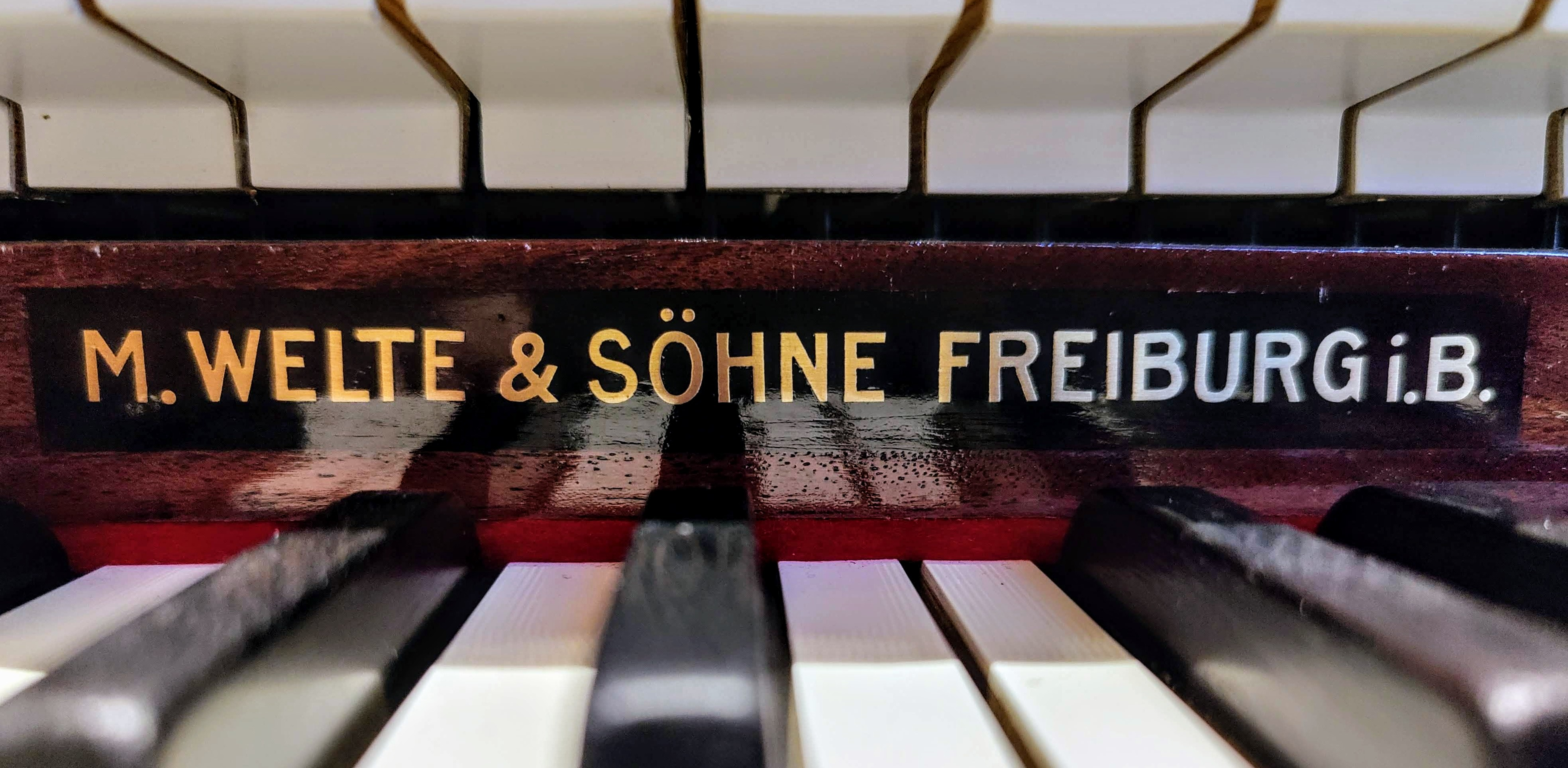
Firmenschild in Hochmössingen

M. Welte & Söhne war ein Hersteller von selbstspielenden mechanischen Musikinstrumenten. Das Unternehmen wurde 1832 von Michael Welte (1807–1880) in dessen Geburtsort Vöhrenbach im Schwarzwald gegründet und 1872 nach Freiburg im Breisgau verlegt. Die Firmenanlagen wurden 1944 bei einem Bombenangriff völlig zerstört, 1952 wurde der Betrieb für immer eingestellt. In den USA gab es von 1866 bis 1919 die Niederlassung M. Welte & Sons.
Michael Welte firmierte zusammen mit seinem Bruder Valentin (1799–1876) bis ungefähr 1845 unter dem Namen Gebrüder Welte, danach unter Michael Welte, seit 1865 als M. Welte & Söhne und von 1912 bis 1936 als M. Welte & Söhne GmbH, danach als OHG.

## Geschichte und Erfindungen

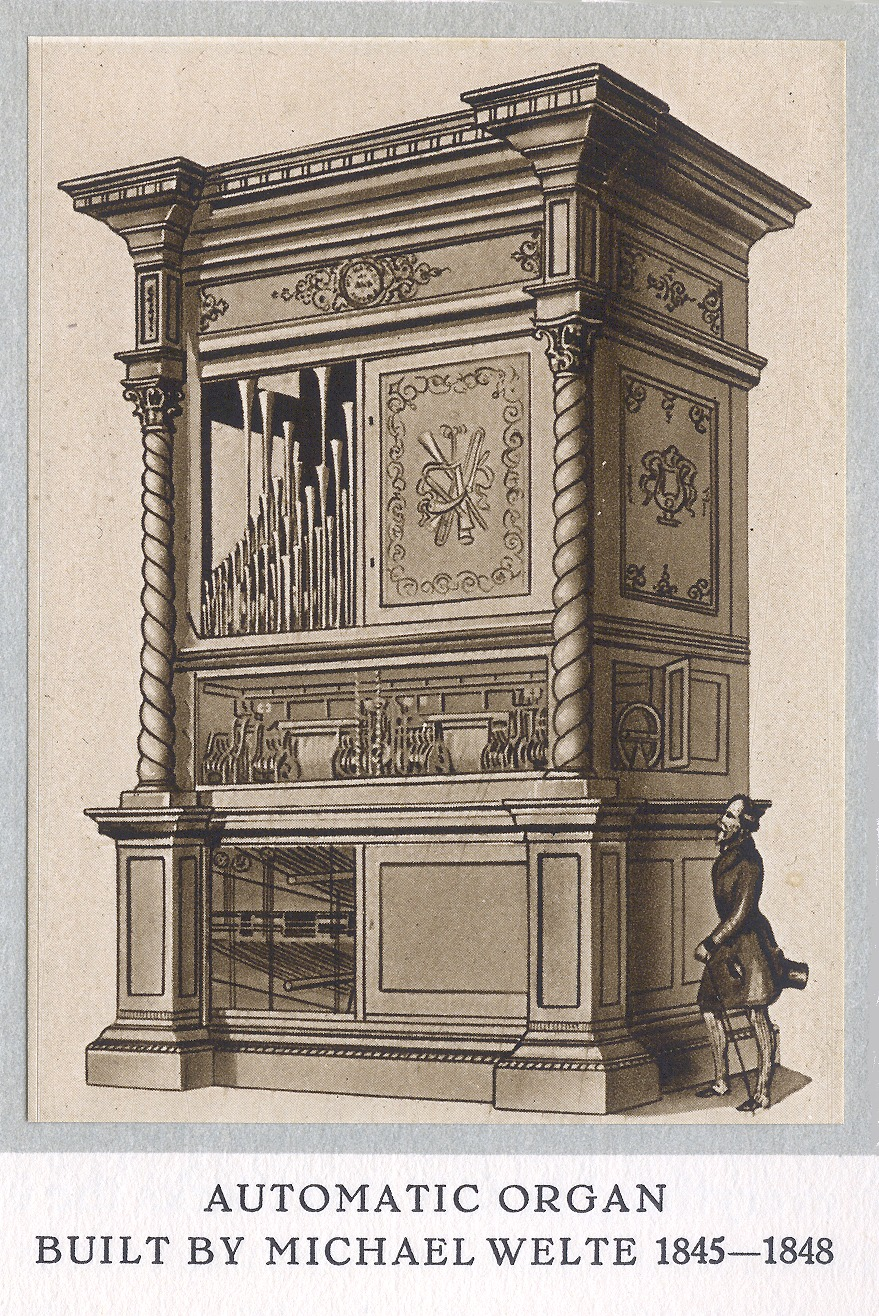
Orchestrion von Michael Welte, erbaut 1845–1848

Welte baute zuerst Flötenuhren, die immer größer und perfekter wurden. Bald hatte er ein großes Renommee errungen, da seine Flötenwerke von höchster musikalischer Qualität waren. Er exportierte einen Großteil seiner Produktion nach Russland, aber auch nach Frankreich, England und die USA. Die Uhrwerke wurden bald zugekauft, er konzentrierte sich auf die Verfeinerung der Musikwerke.

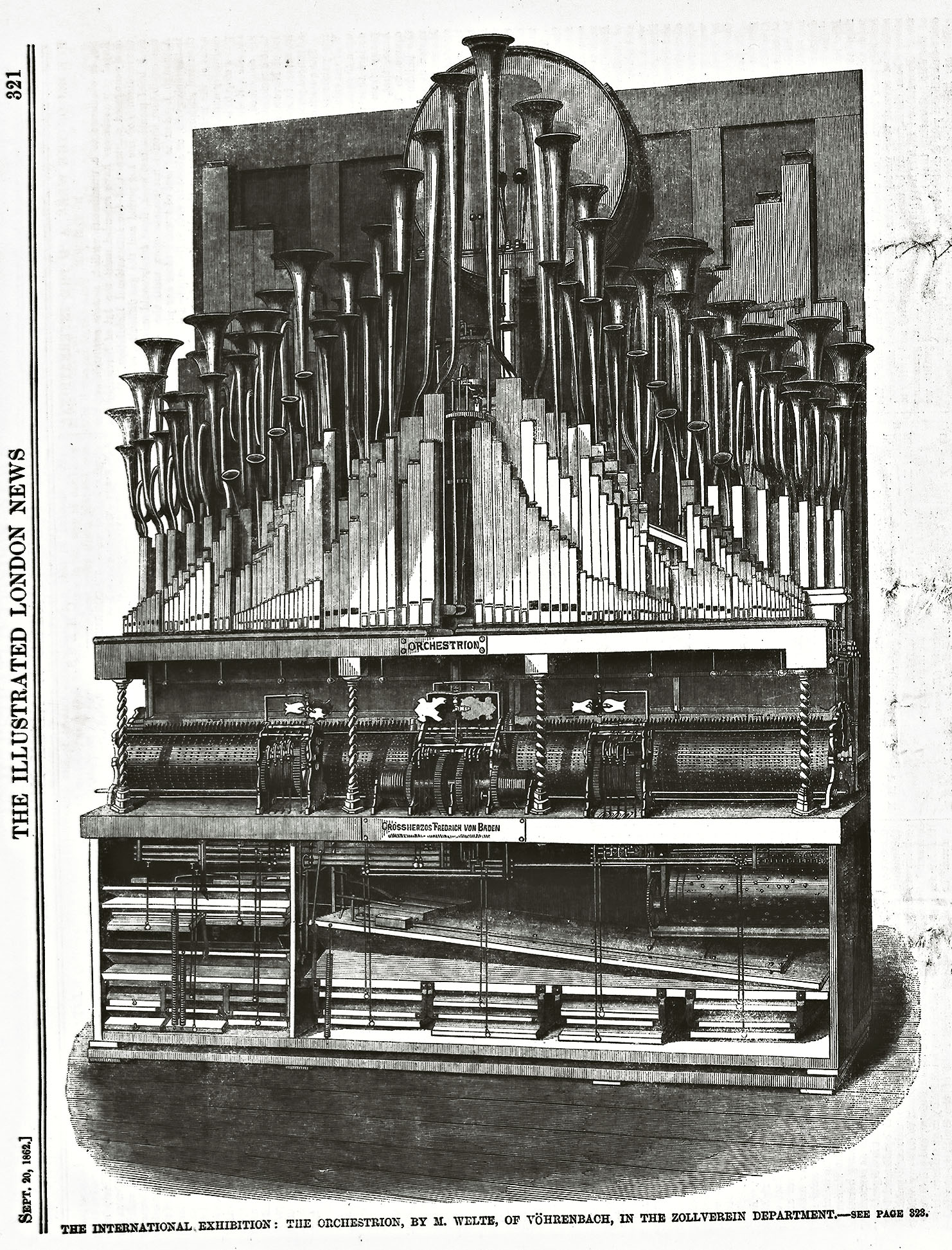
Weltausstellung 1862: The Orchestrion by M. Welte, of Vöhrenbach, In the Zollverein Departement. The Illustrated London News, Sept. 20, 1862.

1845 bekam er den Auftrag, ein Instrument für den aus dem Schwarzwald stammenden Großkaufmann Heinrich Stratz aus Odessa zu bauen. Dieses erste Orchestrion von Welte sollte alle Orchesterstimmen wiedergeben und enthielt ca. 1.100 Pfeifen. Nach dreijähriger Arbeit wurde es vor der Ablieferung einem staunenden Publikum vorgeführt, so im Gartensaal der Museumsgesellschaft Karlsruhe vom 23. und 24. März 1849 und in Frankfurt am Main, wo zu dieser Zeit in der Paulskirche die Deutsche Nationalversammlung tagte, die das Instrument besichtigte. 1856 begann er mit der Fertigung eines Instrumentes für den späteren Großherzog Friedrich von Baden, dessen Bau 33 Monate dauerte. Der Großherzog sandte das für ihn gefertigte Instrument auf die Weltausstellung London 1862, die „London International Exhibition on Industry and Art“, wo es ständig vorgeführt wurde. Welte errang mit diesem Orchestrion eine Preismedaille.
1865 traten die drei Söhne von Michael Welte in das Unternehmen ein. Der älteste Sohn Emil Welte (* 1841 in Vöhrenbach; † 1923 in Norwichtown, jetzt Norwich, Connecticut) ging 1865/1866 nach New York, wo er die Firma M. Welte & Sons am 1236 Broadway als Niederlassung gründete. Berthold Welte (* 1843 in Vöhrenbach; † 1918 in Freiburg i. Br.) übernahm die Leitung der Firma, sein Bruder Michael Welte jr. (* 1846 in Vöhrenbach; † 1920 in Freiburg i. Br.) war als Techniker tätig. Auch am Moskauer Nikitsky Boulevard bestand eine Niederlassung.

### Umzug und Notenrolle
1872 zog die Firma aus dem abgelegenen Vöhrenbach nach Freiburg im Breisgau in das neu erschlossene Gewerbegebiet beim Hauptbahnhof im Stadtteil Stühlinger. Bahnbrechend war die Entwicklung der Steuerung dieser Instrumente durch Notenrollen, das waren Lochstreifen aus Papier, welche die bisher dafür benutzten, sehr empfindlichen Stiftwalzen ersetzten. 1883 ließ sich Emil Welte dieses Verfahren patentieren. Welte war damit endgültig Marktführer geworden. Bald spielten auf Rollschuhbahnen und Eislaufflächen in den USA die berühmten Instrumente von Welte ihre Musikarrangements ebenso wie in europäischen Königshäusern oder im Sultanspalast von Sumatra.

### Elektropneumatische Orgel-Traktur
Welte war ein Pionier der elektro-pneumatischen Orgeltraktur. Dieses war eine um 1880 neu aufkommende und revolutionär erscheinende Steuerung der Orgelregister und -pfeifen durch Elektromagnete. Die Aktivitäten von Welte in diesem Gebiet werden wohl noch unterschätzt. Bereits 1887 warb Welte auf dem Plakat für die Oberrheinische Gewerbeausstellung in Freiburg mit Referenzen für gelieferte elektro-pneumatische Einrichtungen für Kirchenorgeln. Als belieferte Firmen werden u. a. benannt: J. Merklin & Cie, Paris und Lyon; J. W. Walker & Sons in London; Charles Anneesens in Grammont in Belgien; H. Stahlhuth in Burtscheid; Aquilino Amezua in Barcelona; Gebrüder Dinse in Berlin; Heinrich Koulen in Straßburg; Gebrüder Rieger in Jägerndorf; Voit & Sohn in Durlach; Carl Weigle in Stuttgart. Die ab 1911 gebauten Welte-Philharmonie-Orgeln arbeiten alle nach diesem Prinzip.

### Welte-Mignon und Philharmonie-Orgel
1900 erfolgte der Eintritt von Edwin Welte (* 1876 in Freiburg; † 1958 in Freiburg), dem Sohn Berthold Weltes, und seines Schwagers Karl Bockisch (* 1874 Sternberg (Mähren); † 1952 Freiburg) in die Firma.

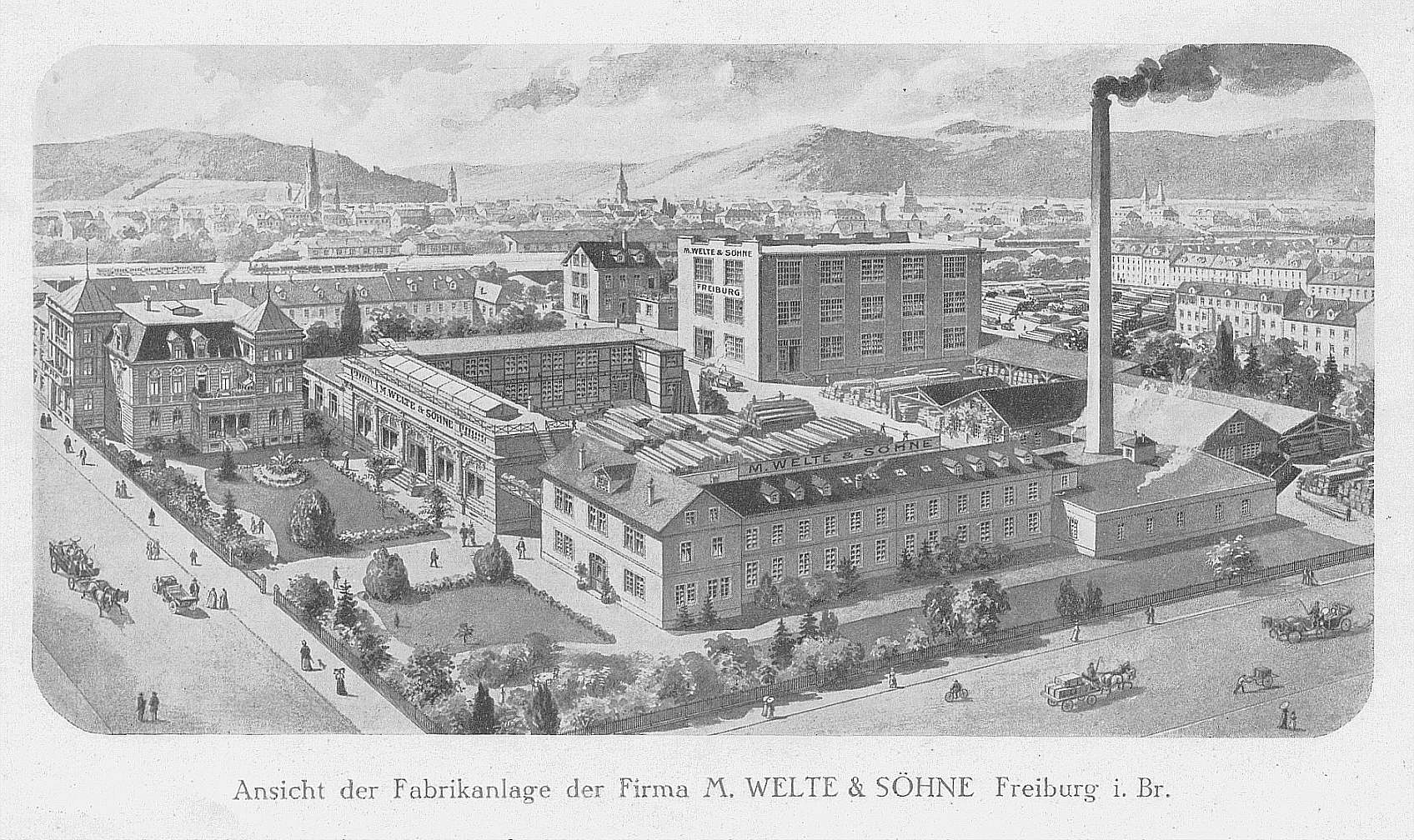
Fabrikgebäude von M. Welte & Söhne in Freiburg (um 1880)

Diese war durch ihre Entwicklungen auf dem Gebiet der automatischen Musikwiedergabe mit Programmträgern bereits berühmt, als sie sich 1904 das Wiedergabeverfahren für das von ihnen entwickelte Reproduktionsklavier patentieren ließ. 1905 kam dieses unter dem Namen Mignon, wenig später als „Welte-Mignon-Reproduktionsklavier“ auf den Markt. Dieses Instrument benutzte als Tonträger wiederum Lochstreifen aus Papier, die sogenannte „Noten- oder Klavierrolle“, und war eine Gemeinschaftsentwicklung von Edwin Welte und Karl Bockisch.
Damit war es möglich, das einmal eingespielte Spiel eines Pianisten inklusive der Anschlagsdynamik weitestgehend originalgetreu wiederzugeben. Dieses technische Wunderwerk war damals eine Sensation und erlaubt heute noch mit den wenigen gut erhaltenen Instrumenten eine authentische Wiedergabe dieser Aufnahmen. Ab 1912 gab es ein gleichartiges System für Orgeln, genannt „Welte-Philharmonie-Orgel“.
1912 folgten in den USA die Gründung einer Aktiengesellschaft, der „M. Welte & Sons., Inc.“ in New York City, und der Aufbau einer Fabrikanlage in Poughkeepsie, N.Y.
Der Verlust der amerikanischen Niederlassung im Ersten Weltkrieg traf die Firma schwer. Durch die Einführung neuer Techniken wie Rundfunk und elektrische Schallplattenspieler um 1926 kam das Geschäft mit den aufwändigen Instrumenten nahezu zum Erliegen; weltweit brach die gesamte Branche zusammen. Dem Versuch, sich mit dem Bau von Kinoorgeln und Rundfunkorgeln wieder zu wirtschaftlichem Erfolg zu verhelfen, kam die Einführung des Tonfilms dazwischen. Bereits bestellte Kinoorgeln wurden storniert. Erhalten sind aus dieser Zeit u. a. die Welte-Funkorgel im Großen Sendesaal des NDR in Hamburg von 1930 sowie die Kinoorgeln im Filmmuseum Potsdam (1929) und im Grassi-Museum in Leipzig.
Die Inflation in Deutschland und die Weltwirtschaftskrise taten ein Übriges. 1932 konnte sich die Firma gerade noch vor dem Konkurs retten; Edwin Welte trat aus der Firma aus. Sie beschränkte sich in der Folge mit stark reduziertem Geschäftsumfang und Personal unter Leitung von Karl Bockisch auf den Bau von Kirchen- und Spezialorgeln. In diesem Jahr trat sein Sohn, Karl Bockisch jr. (1899–1945), in die Geschäftsführung ein.
Das 1939 in Betrieb genommene Bronzeglockenspiel in der Turmlaterne der St.-Johannis-Kirche in Lößnitz ist als einziges Carillon der Welt mit einer Rollenspielautomatik ausgestattet. Diese stammt von der Firma M. Welte & Söhne.
Das letzte innovative Produkt, das aus dem nun rund 100 Jahre erfinderisch tätigen Welte-Clan kam, war die Lichttonorgel, eine mit Fotozellen gesteuerte elektronische Orgel, von der 1936 ein Prototyp in einem Konzert in der Berliner Philharmonie vorgeführt wurde. Diese Orgel benutzte als erstes elektronisches Instrument überhaupt gesampelte Klänge für die Wiedergabe der Töne.
Die weitere Produktion in Kooperation mit der Firma Telefunken wurde von der nationalsozialistischen Regierung blockiert, weil deren Entwickler Edwin Welte mit einer Jüdin verheiratet war.

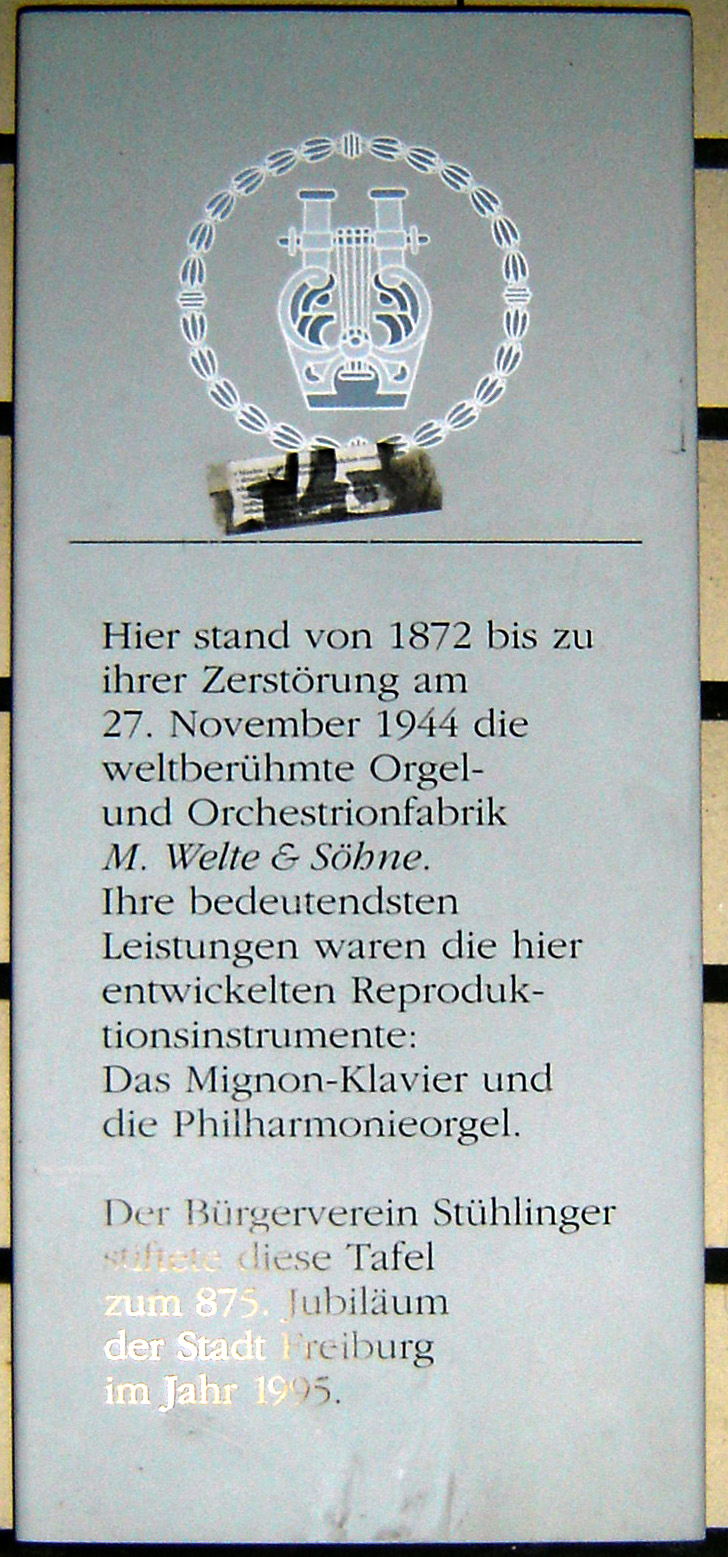
Welte-Gedenktafel am Wohnhaus Lehener Straße 11 in Freiburg i. Br.

Der Firmenkomplex selbst wurde 1944 durch Bomben komplett zerstört. Damit ist mit den Aufnahmegeräten auch das von der Firma geheim gehaltene Aufnahmeverfahren für die Reproduktionsklaviere verloren. Erst in den letzten Jahren konnte es durch einen in den USA wiederaufgefundenen Aufnahmeapparat für die Welte-Philharmonie-Orgel ansatzweise rekonstruiert werden. Im Schloss Meggenhorn bei Luzern befindet sich noch eine komplett original erhaltene Philharmonieorgel der Firma Welte.
1949 wurden in bescheidener Form die Geschäfte wieder aufgenommen. Nach dem Tod Karl Bockischs 1952 wurde der Betrieb nach 120 Jahren endgültig eingestellt. Heute erinnert noch eine Gedenktafel am Wohnhaus Lehener Straße 11 an die einstige Weltfirma.
Im Augustinermuseum Freiburg befindet sich neben dem Nachlass der Firma, soweit er den Zweiten Weltkrieg überdauert hat, eine Kirchenorgel, die jede Woche erklingt. Des Weiteren befinden sich in den Freiburger Kirchen Adelhauser Kirche Mariä Verkündigung und St. Katharina und St. Michael weitere Welte-Kirchenorgeln. Einige der Orgeln befinden sich heute im Deutschen Musikautomaten-Museum in Bruchsal, wo unter anderem eine Philharmonie IV zu sehen und zu hören ist.

## Ehrungen
- Königlich Rumänischer Hoflieferant
- Kaiserlicher Hof-Orchestrion-Lieferant des Sultans Abdülhamid II. (1903)